# Chandni Bar
Chandni Bar (2001) to dramat w reżyserii Madhur Bhandarkar, autora Page 3, czy Corporate. Gra Tabu i Atul Kulkarni. Akcja filmu rozgrywa się w świecie kobiet, które w walce o przeżycie podejmują się upokarzającej pracy tancerek w barze, z czasem stają się prostytutkami. Film podejmuje też temat gangsterskiego podziemia w Mumbaju. Film spotkał się z uznaniem krytyków.

## Fabuła
Uttar Pradesh. Miasteczko Sitapur, 1985 rok. Podczas zamieszek hindusko - muzułmańskich Mumtaz Ali Antaz (Tabu) daremnie próbuje wyciągnąć z płomieni swoich rodziców. Muzułmanie w popłochu uciekają do Mumbaju zostawiając za sobą zgliszcza swoich domów i trupy najbliższych. Wuj wciąga sparaliżowaną z rozpaczy Mutaz do pociągu. W slumsach Mumbaju ofiarowuje im pomoc muzułmanin Iqbal (Rajpal Yadav). Załatwia on dla Mumtaz pracę w "Chandni Bar". Dziewczyna nie może się odnaleźć wśród przekleństw tancerek sprzedających swoje ciała klientom, oblepiona obleśnymi spojrzeniami mężczyzn, urażana wulgarnymi słowami. Z czasem jednak poznając bliżej nieszczęścia kobiet, z którymi razem tańczy na scenie, otoczona przyjaźnią przymuszanej przez męża do prostytucji i aborcji Deepy (Ananya Khare), Mumtaz zaczyna się oswajać z nowym miejscem. Pewnego dnia spotyka ją kolejny cios. Zostaje zgwałcona przez pijanego wuja. Teraz od widoku obrzydliwej dla niej twarzy wuja odpoczywa w wątpliwej atmosferze "Chandni Bar"u. Przestaje już liczyć na odmianę losu, gdy pewnego razu pojawia się w barze gangster Potiya Sawant (Atul Kulkarni). Nie może oderwać oczu od pięknej i smutnej Mumtaz.

## Obsada
- Tabu ... Mumtaz Ali Ansari/Mumtaz Sawant
- Atul Kulkarni ... Potiya Sawant
- Vinay Apte ... Insp. Gaikwar
- Abhay Bhargav ... Hegde Anna
- Ananya Khare ... Deepa Pandey (bar-girl)
- Rajanna ... Uma Shankar Pandey
- Minakshi Sahani ... Payal Sawant
- Vishal Thakkar ... Abhay Sawant
- Rajpal Yadav ... Iqbal Chamdi
- Vallabh Vyas ... Aslam Bhai

## O twórcach
- Atul Kulkarni gra u tego reżysera także w Satta, Corporate, Page 3.